# АКСМ-62103
АКСМ-62103 — усовершенствованная модель трамвая АКСМ-60102 с частотно-регулируемым асинхронным тяговым приводом, позволяющим экономить до 50 % электроэнергии по сравнению с реостатно-контакторной системой управления, с измененной светотехникой, бамперами и остеклением около центральной двери. Представляет собой односекционный вагон, с двумя моторными тележками производства Белкоммунмаш, трёхдверный, с переменным уровнем пола (в середине салона пол низкий) и асинхронными тяговыми электродвигателями. Предназначен для эксплуатации на трамвайных линиях с шириной колеи 1524 мм.

## Модификации
- Stadler 62103 - Производство «Штадлер», Минск

## Конструктивные особенности
- комфортная кабина водителя с индивидуальным входом из салона
- поворотное регулируемое кресло водителя с виброзащитным пружинным механизмом и гидродемпфером
- двухступенчатое подрессоривание тележек
- панорамное ветровое стекло
- зеркала заднего вида с электроподогревом и антибликовым покрытием
- высокая коррозионная стойкость кузова за счет применения стальных оцинкованных листов, композитных материалов и тщательной антикоррозионной обработки
- низкий уровень пола в средней части салона (35 %)
- транзисторный тяговый привод позволяющий экономить до 50 % потребления электроэнергии, по сравнению с реостатно-контакторной системой управления
- вынос электрооборудования на крышу

## Эксплуатация
| Страна    | Город            | Количество  |
| --------- | ---------------- | ----------- |
| Беларусь  | Витебск          | 44          |
| Беларусь  | Новополоцк       | 1           |
| Казахстан | Усть-Каменогорск | 4           |
| Латвия    | Даугавпилс       | 8(заказано) |
| Россия    | Барнаул          | 2           |
| Россия    | Казань           | 20          |
| Россия    | Кемерово         | 1           |
| Россия    | Новосибирск      | 62          |
| Россия    | Омск             | 1           |
| Россия    | Прокопьевск      | 2           |
| Россия    | Самара           | 9           |
| Россия    | Смоленск         | 2           |
| Россия    | Старый Оскол     | 2           |

- Фотографии АКСМ-62103
- АКСМ-62103  в Витебске на улице Космонавтов
- АКСМ-62103  в Казани
- АКСМ-62103  на конечной станции в Казани